# Darkwoods My Betrothed
I Darkwoods My Betrothed sono una black metal band finlandese.

## Storia del gruppo
Il gruppo viene formato nel 1994 a Kitee, Finlandia, stesso luogo di nascita dei celebri Nightwish, e in parte anche stessa formazione: Emppu Vuorinen alla chitarra e Tuomas Holopainen alle tastiere infatti partecipano al progetto nella formazione originale, assieme a Hexenmeister al basso, Ante Mortem alla chitarra e alla voce, Tero Leinonen alla batteria e Hallgrim alla chitarra.
La band esordì con il nome di Virgin's Cunt e, dopo aver pubblicato due demo, il nome fu cambiato in quello attuale. Il loro primo album, Heirs of the Northstar, uscì nel 1995. Dopo il cd, la formazione cambiò poco a poco, fino a cambiare radicalmente durante la creazione e produzione degli altri album, Autumn Roars Thunder del 1996 e Witch-hunts del 1998. Da quest'ultimo cd fu tratto un singolo presente nella demo-split Sacrament of Wilderness con i Nightwish, offerto da Tuomas che aveva pacificamente abbandonato i DmB per creare il progetto NIghtwish.
A questo punto la formazione era cambiata più o meno completamente: a parte Halgrim, il chitarrista, tutti i membri della band erano stati cambiati. Successivamente furono prodotti due raccolte, The Eerie Sampler, del 1999, e Dark Aureoles Gathering, del 2000.

## Formazione

### Formazione attuale
- Hallgrim - chitarra
- Spellgoth - voce (Baptism, Black Death Ritual, Slave's Mask, Trollheim's Grott)
- Julma aka Emperor Nattasett - basso, cori (ex-Barathrum, Furthest Shore, ex-Nattvindens Grat)
- Icelord - chitarra
- Larha - batteria (Black Death Ritual, Deathchain, Trollheim's Grott)
- Magician - tastiera

### Ex componenti
- Emppu Vuorinen - chitarra (Nightwish, ex-Altaria)
- Tuomas Holopainen - tastiere (Timo Rautiainen, For My Pain..., Furthest Shore, Kotiteollisuus, ex-Nattvindens Grat, Nightwish, ex-Sethian, Timo Rautiainen & Trio Niskalaukaus)
- Hexenmeister (Teemu Kautonen) - (Furthest Shore, Nattvind, ex-Nattvindens Grat, Wizzard)
- Ante Mortem - chitarra, voce
- Tero Leinonen - batteria (ex-Nattvindens Grat, ex-Wizzard))
- Hallgrim - chitarra

## Discografia
Album in studio
- 1995 - Heirs of the Northstar
- 1996 - Autumn Roars Thunder
- 1998 - Witch-hunts

Split
- 1998 - Sacrament of Wilderness (con Nightwish e Eternal Tears of Sorrow)

Raccolte
- 1999 - The Eerie Sampler
- 2000 - Dark Aureoles Gathering

Demo
- 1994 - Dark Aureoles Gathering